# Scylaticus iota
Scylaticus iota là một loài ruồi trong họ Asilidae. Scylaticus iota được Londt miêu tả năm 1992. Loài này phân bố ở vùng nhiệt đới châu Phi.